# 迎仕柏綜藝館
迎仕柏綜藝館（韓語：인스파이어 아레나）是位於韓國仁川迎仕柏度假城裡擁有15,000個座位的多功能表演場地，在這場地可以舉辦演唱會、頒獎典禮、體育賽事、電子競技賽事以及大型展覽等類型活動。

## 歷史
迎仕柏度假城從2015年經過8年的籌備及建設，2023年11月進行試營運，並於2024年3月5日正式開業，迎仕柏綜藝館也正式啟用，3月8、9日，美國知名樂團魔力紅舉辦了演唱會，除了演唱會於3月27日至31日，舉辦世界桌球職業大聯盟冠軍賽。